# Aphis arbuti
Aphis arbuti är en insektsart. Aphis arbuti ingår i släktet Aphis och familjen långrörsbladlöss. Inga underarter finns listade i Catalogue of Life.